# Janez Jalen
Janez Jalen (26. května 1891, Rodine – 12. dubna 1966, Ljubno, Gorenjska) byl slovinský spisovatel a duchovní.

## Životopis
Janez Jalen se narodil do venkovské rodiny. Jeho otec byl muž s velkým rozhledem, který v synovi vzbudil již velmi brzy zájem o krásy přírody. Jalen studoval nejdříve na gymnáziu v Kranji, poté úspěšně vystudoval teologii v Ljubljani. První léta po studiích pracoval v Srednji vasi u Bohinje. Krásy tamější přírody si zamiloval natolik, že se jimi inspiroval při psaní svých pověstí a novel. Během první světové války byl mobilizován do rakouského vojska. Jako vojenský kaplan sloužil v Gradci, přesněji v nedalekém vojenském táboru Lebring. Po válce působil jako duchovní v různých krajích Slovinska (Črnomelj, Stara Loka, Trnovo, Notranje Gorice, Ljubljana). Roku 1933 předčasně odešel do důchodu. Druhou světovou válku přežil v Ljubljani. Po jejím skončení začal opět působit jako duchovní, nejdříve ve městě Grahovo, poté v Ljubni, kde také roku 1966 zemřel. Pochován je ve své rodné vsi.
O životě a spisovatelské dráze autora byla roku 2003 vydána kniha slovinského spisovatele France Pibernika Janez Jalen: življenjska in pisateljska pot.

## Dílo
V počátečním období své spisovatelské činnosti se autor zasvětil především psaní dramat, které líčí život na venkově v časech první světové války. Tak vznikla díla Dom (1923), Srenja (1924) a Bratje (1931). Drama Dom začal psát za svého působení v táboře Lebring, dokončil ho však až po válce. Hry Srenja a Bratje jsou druhým a třetím dílem trilogie vydané pod společným názvem Dom. Později se začal věnovat psaní prózy, která právě tak popisuje těžký život na venkově a nachází se mezi realismem a idealismem. Jeho první pověst Ovčar Marko je pastýřská idyla, jejíž děj se odehrává v horách a lesích v kraji zvaném Gorenjska. Hlavní postavou díla je prostý pastýř, který je sám součástí přírody. Dílo nejprve vycházelo v listu Mladika, o rok později (1929) vyšla kniha. Ta byla roku 1958 vydána jako první část k dílu Vozarji. Další díly vyšly pod názvy Tri zaobljube a Izkopana cesta. Autor měl v úmyslu napsat ještě tři další, předstihla ho ale smrt. Nedokončeny zůstaly také jeho pověsti Povest o zajčku Trmcu a Povest o Triglavu. Další autorovo dílo je příběh o životě lidí obývajících kolové stavby v ljubljanských mokřinách zvaných Barje, Bobri. Tato pověst se skládá ze tří částí - Sam, Rod a Vrh (1942 - 1943).
V díle autora se proplétají osudy hrdinů s děním v přírodě, národními obyčeji a lidskou modrousí. Proto je obzvláště blízko prostým lidem.

## Ostatní díla
- Nevesta (drama, 1936)
- Grobovi (drama, 1936)
- Lesena peč (drama, 1937)
- Cvetkova Cilka (pověst, 1939)
- Previsi (sbírka novel a povídek, 1940)
- Trop brez zvoncev (pověst, 1941)
- Ograd (pověst, 1961)
- Razpotja (pověst, 2003)

Žádné z děl autora zatím nebylo přeloženo do češtiny.